# Mai 68 : La Nuit des Barricades
Mai 68 : La Nuit des Barricades est un jeu de stratégie pour deux joueurs créé, en 1980, par François Nedelec et Duccio Vitale. Il a été édité par l'association La Folie douce et s'inspire d'un événement réel très important de Mai 68 ,,, la "Nuit des Barricades de Mai 68", survenue du 10 au 11 mai 1968, qui a fait basculer les manifestations de Mai 68 de quelques milliers de manifestants à une grande manifestation le 13 mai 1968 en réunissant des centaines de milliers à Paris, avec des déclinaisons dans la plupart des villes de France.

## Sources
- Interview de Duccio Vitale sur Cry Havoc Fan.
- Jeuxsoc, notice.
- TricTrac, notice.